# Biagio Assereto
Biagio Assereto fou un almirall genovès del segle xv.
Nascut a Recco fill d'un ferrer, fou seguit per Francesco Spinola, el senyor de la ciutat, qui el va prendre de patge. En 1423 es va traslladar a Gènova, per iniciar una carrera militar. Durant les Guerres de Llombardia, com a almirall de la República, en aquell moment governada per Filippo Maria Visconti, el duc de Milà, va liderar una flota per ajudar a Joana II de Nàpols en 1425, va capturar el florentí Ferruccio Verro el 1426 i va fer retrocedir Domenico Campofregoso i els seus aliats florentins el setembre de 1427.
En 1435, durant la Conquesta del Regne de Nàpols va dirigir una petita flota de Gaeta en el rescat de Francesco Spinola, assetjat per Alfons el Magnànim, i va obtenir la victòria en la batalla naval de Ponça. Malgrat la seva negativa a continuar la guerra contra la Corona d'Aragó, a causa de la falta de tropes per envair el Regne de Nàpols, va rebre el feu de Serravalle Scrivia i, de Filippo Maria Visconti, el càrrec de governador de Milà.
Més tard va ser comissari ducal de Parma i el comandant de l'exèrcit milanès en la guerra contra Venècia, derrotant en febrer de 1439 un estol venecià protegit per Gattamelatta que es va transportar de l'Adige al Llac de Garda per terra amb l'objectiu d'aixecar el setge milanès de Brescia, i el juliol de 1448 va derrotar l'almirall venecià Andrea Quirini a la batalla de Casalmaggiore. Va servir Francesc I Sforza des de 1450, però, dos anys més tard, va abandonar qualsevol càrrec públic i es va retirar a Serravalle Scrivia per dedicar-se a la literatura. Entre els seus amics es van incloure Enea Silvio Piccolomini, el futur papa Pius II. Va morir a Serravalle en 1456.